# Ioan P. Lazăr
Ioan P. Lazăr (n. 22 februarie 1862, Suciu de Sus — d. 19 noiembrie 1915, Șimleu Silvaniei) a fost un editor, contabil și învățător din Transilvania. 
A absolvit Preparandia greco-catolică din Gherla (1880). A fost numit învățător la Școala confesională din Șimleu Silvaniei. În perioada 1885-1907 a fost contabil șef la Banca „Silvania” din Șimleu Silvaniei, urmând și un curs de contabilitate la Banca Albina din Sibiu. Ioan P. Lazăr a desfășurat și o bogatã activitate culturală, concretizată pe mai multe planuri: tipograf și editor, ziarist, folclorist, pedagog. În anul 1903 a înființat prima tipografie româneascã „Victoria” în nordul Transilvaniei, I.P. Lazăr fiind proprietar, editor și redactor responsabil. A fost membru al „Reuniunii Învățătorilor Români Sălăjeni”, participând la toate manifestãrile organizate de aceasta. A ținut o seamã de lecții model în cadrul ședințelor de lucru ale cercului Valcău-Crasna. A fost preocupat de culegerea și valorificarea folclorului românesc, pe care îl va publica în paginile Tribunei din Sibiu. A prezidat comitetul care a organizat adunarea generala anuala a Astra desfasurata in perioada 7-9 august 1908 si la care au participat 380 de invitați. Împreună cu Dr. Dionisie Stoica, a editat Schița monografică a Sălagiului în 1908. Colaborări: Gazeta Învățătorilor, Gazeta de Duminecă, Păstorul sufletesc, Învățătorul român, Tribuna. 

## Cărți
- Schița monografică a Sălagiului, împreună cu Dr. Dionisie Stoica (1908).
- Din viața și activitatea pedagogică a lui Vasile Gr. Borgovan (1850-1923) (1908).
- Spice de grâu.

## Imagini

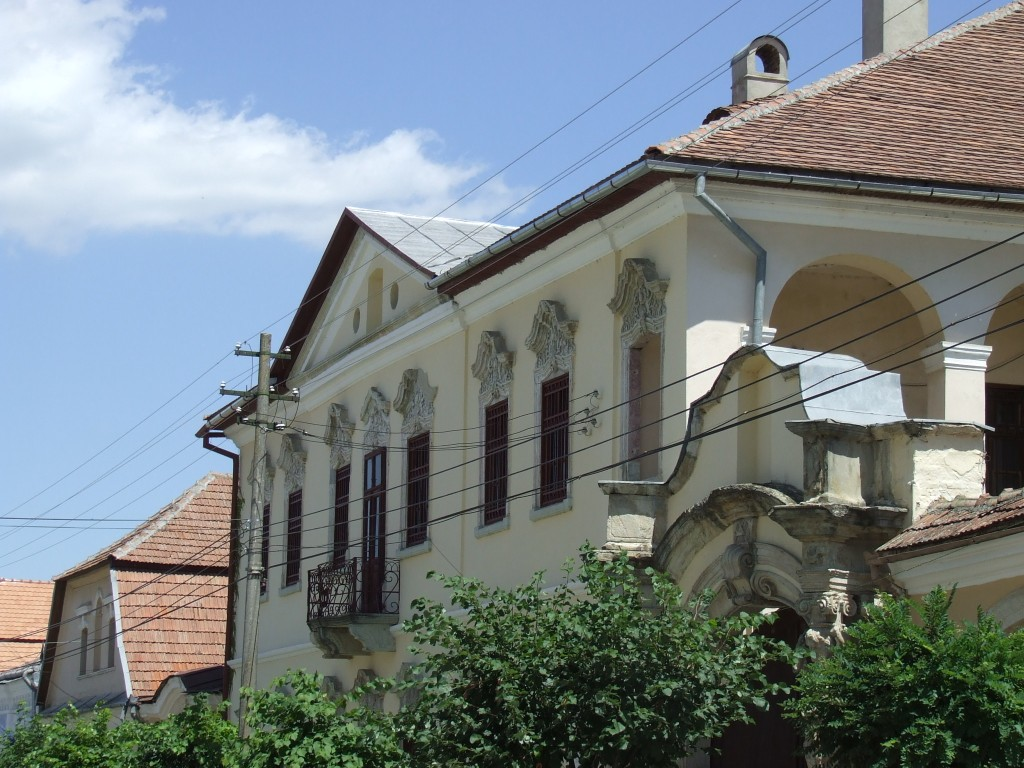
Preparandia din Gherla, unde a studiat
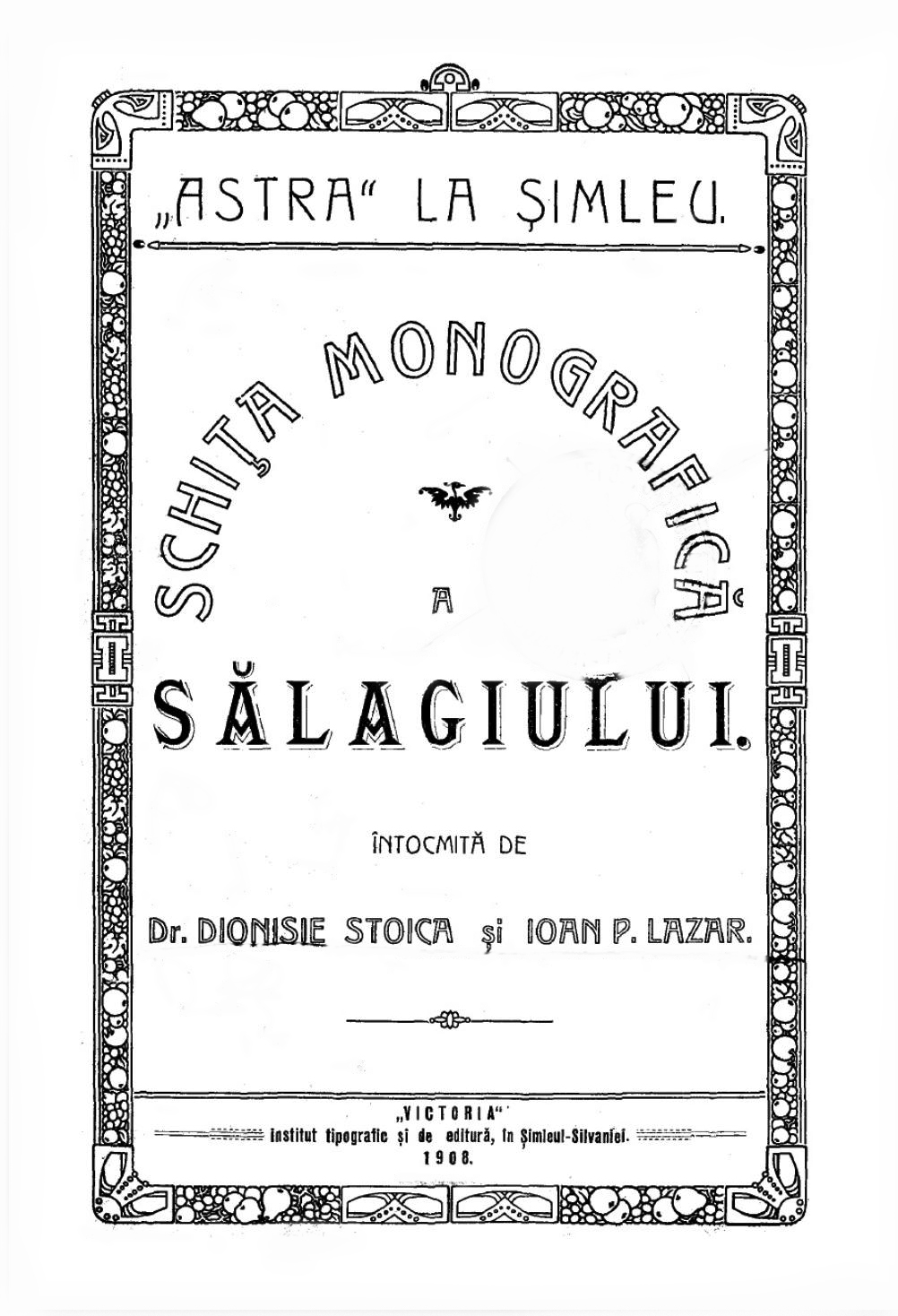
Schița monografică a Sălagiului
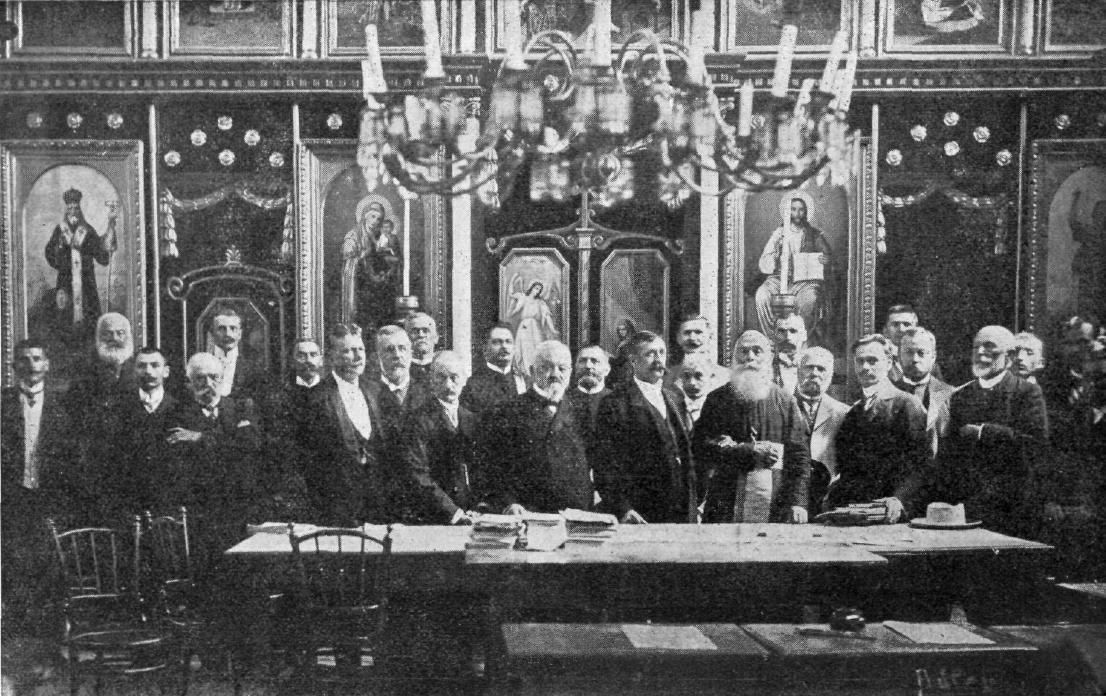
Adunarea Astra din 1908 al carei comitet de organizare l-a prezidat